# Новонікітино (Александровський район)
Новонікі́тино (рос. Новоникитино) — село у складі Александровського району Оренбурзької області, Росія.

## Населення
Населення — 160 осіб (2010; 253 у 2002).
Національний склад (станом на 2002 рік):
- росіяни — 93 %